# Balthasar Ehrhart
Johann Balthasar Ehrhart (* 1700 in Kaufbeuren; † 1756 in Memmingen) war ein deutscher Mediziner, Apotheker, Botaniker und Paläontologe. Sein offizielles botanisches Autorenkürzel lautet „J.B.Ehrh.“.

## Leben
Ehrharts Vater Johann David Ehrhart war Stadtphysikus und Besitzer einer Apotheke in Memmingen (wohin die Familie 1704 aus Kaufbeuren zog). Ehrhart absolvierte eine Apothekerlehre, wobei er auch Provisor in Tübingen war und dort durch Johann Georg Gmelin zur Geologie und Paläontologie hingeführt wurde. Er studierte Medizin und Naturwissenschaften in Straßburg, Halle (besonders bei Friedrich Hoffmann) und an der Universität Leiden, an der er 1724  mit einer Arbeit über Belemniten ( De Belemnitis Suevicis), von denen er richtig erkannte, dass sie zu den Kopffüßern gehörten, promoviert wurde. Die Dissertation wurde 1727 in Augsburg neu aufgelegt.  Auf einer anschließenden Bildungsreise besuchte er Albrecht von Haller in der Schweiz, wo er auch den Naturforscher Johann Jakob Scheuchzer kennenlernte. 1727 wurde er wie sein Vater Stadtphysikus und Apotheker in Memmingen. Der Mediziner und spätere Stadtphysikus von Memmingen Jodocus von Ehrhart war sein Sohn und dessen Sohn, der Mediziner Gottlieb von Ehrhart, sein Enkel.
Balthasar Ehrhart gab eine erste Einteilung der Juraformationen in Schwaben. Die damals gängige Erklärung der Entstehung der Gesteinsformationen in der Sintflut lehnte er ab (stattdessen war er Plutonist). Als Botaniker gab er das Kräuterbuch von Adam Lonitzer (Lonicer) 1737 in Ulm mit eigenem Kommentar neu heraus. Von ihm stammt auch eine Oeconomische Pflanzenhistorie mit genauer Schilderung von Heilkräutern und Nutzpflanzen.
Er stand mit dem Mediziner und Herausgeber der Zeitschrift Commercium Christoph Jacob Trew (1695–1756) in Briefwechsel.
Am 26. November 1731 wurde er mit dem akademischen Beinamen Lysias Mitglied (Matrikel-Nr. 433) der Leopoldina.

## Schriften
- Belemnitis Suevicis. Leiden 1724, Augsburg 1727, Archive
- Physikalische Nachrichten von einer neuen gegründeten Meynung, welche den Ursprung derer aus der Erde kommenden versteinten Sachen, die bishero der allgemeinen Sündfluth zugeschrieben worden betrifft. Johann Valentin Mayer, Memmingen 1745 Google Books
- Herbarium vivum recens collectum, Ulm 1732, Fortsetzung Memmingen 1745
- Oeconomische Pflanzen-Historie nebst Kern der Landwirtschaft, Garten- und Arzneykunst, 12 Bände, Memmingen, Ulm 1753 bis 1762 (aus dem Nachlass herausgegeben von J. G. Kölderer)